# Каринцев, Николай Александрович
Николай Александрович Каринцев (настоящая фамилия Дудель; 1886—1961) — русский российский и советский писатель, автор научно-художественной, научно-популярной и научно-фантастической литературы для детей и юношества.

## Биография
Родился 6 [18] декабря 1886 года в Одессе. Окончил экономическое отделение Санкт-Петербургского политехнического института.
Литературную деятельность начал в 1909 году с педагогической литературы и обработки для детей шведских народных сказок. Писал для детей и юношества рассказы о великих людях прошлого (Томасе Эдисоне, Бернаре Палисси, Томасе Море и других) и истории научных открытий. Автор биографических сочинений о знаменитых музыкантах и переводов литературных произведений зарубежных классиков с французского, английского, датского, шведского языков.
Советским читателям был известен своим научно-фантастическим приключенческим романом для детей «Вокруг света на аэроплане» (1926, 1928), герои которого совершают чудесное кругосветное путешествие на новом супераэроплане.
В 1928 году в серии «Библиотека путешествий, приключений и исторических романов, повестей и рассказов» вышло собрание его сочинений.
Умер 18 апреля 1961 года.

## Публикации
- Каринцев Н. Шведские народные сказки : С 83 рис. швед. и рус. худож. — СПб.: типо-лит. АО «Самообразование», 1912. — 291 с.
- Каринцев Н. История одной жизни : (Томас Альва Эдисон). — М.: ред. журн. «Юная Россия», 1913. — 136 с.
- Каринцев Н. Люди сильной воли : (Из истории великих исслед. 19 в.). — М.: тип. т-ва И.Д. Сытина, 1914. — 263 с.
- Каринцев Н. Томас Мор : Очерк для детей и юношества. — СПб.: А. Панафидина, 1914. — 32 с.
- Каринцев Н. Стекольщик Палисси : (Крестьянин-художник) : Очерк для детей и юношества. — М.: А. С. Панафидина, 1914. — 32 с.
- Каринцев Н. Два друга : Из жизни в лесах Африки : Повесть для детей и юношества. — Петроград: тип. т-ва А. С. Суворина - «Новое время», 1915. — 244 с.
- За родину! : (Картины войны) : Эпизоды из боевой жизни, собр. по рассказам и описаниям участников сражений / Собр. и сост. для детей и юношества Ник. Каринцев. — М.; Пг.: А. С. Панафидина, 1915. — 168 с.
- Каринцев Н. Исторические дети : Очерки, рассказы и предания о детях, имена которых история запечатлена на своих страницах. — М.: А. С. Панафидина, 1915. — 394 с.
- Каринцев Н. Образы прошлого : Очерки и рассказы о великих людях прошлых веков : Для юношества. — Петроград: тип. т-ва А. С. Суворина «Новое время», 1915. — 361 с.
- Каринцев Н. Сказки и легенды шведского народа : В обраб. для детей : С 78 рис. швед. худож. — Петроград: тип. т-ва А. С. Суворина - «Новое время», 1915. — 328 с.
- Каринцев Н. В неведомую даль. — 1915.
- Каринцев Н. Жизнь крестьян в разных странах : Культ.-бытовые очерки. Ч. 1-[2]. — Петроград: И. Р. Белопольский, 1917. — (Культурно-просветительская библиотека «Начатки знаний». Серия 1).
- Каринцев Н. Как народ избирает своих представителей в разных странах Европы. — Петроград: Муравей, 1917. — 32 с. — (Общедоступная библиотека «Задачи свободной России». Серия 1, Политическая библиотека; № 450).
- Каринцев Н. Сказания Средних веков. Окассен и Николетт. — Начатки знаний, 1918. — 55 с.
- Каринцев Н. Вокруг света на аэроплане:[Роман]: Вып. 1-5. — М.; Л.: Мол. гвардия, 1926. (Вып. 1. Пожиратель пространства № 1; Вып. 2. В паутине капитала; Вып. 3. Над океаном; Вып. 4. В странах Востока; Вып. 5. В стане великого Суна.)
- Каринцев Н. Тайна книги. — М.; Л.: Книга, 1926. — 91 с.
- Каринцев Н. Под солнцем Азии. Путешествия Свена Гедина.. — Ленинград: Государственное издательство, 1926. — 142 с.
- Каринцев Н. По Советскому Союзу. — 1928. — 288 с.
- Каринцев Н. Собрание сочинений. — М.: Моск. т-во писателей, 1928. — (Б-ка путешествий, приключений и исторических романов, повестей и рассказов). — 6000 экз. (Т. 1. По морям и пустыням; Т. 2. В царстве солнца и льда; Т. 3. Вокруг света…; Т. 4. По непроторённым тропам; Т. 5. Люди сильной воли; Т.6. ?; Т. 7. Завоеватели севера)
- Karintsev N. Unοter der zun fun Azye : Sven Hedins rayze / Yidish S. Rasin. — Mosοkοve: Farlag emes, 1935. — 126 с.
- Каринцев Н. Моцарт (картины из жизни). — Музгиз, 1935. — (Жизнь замечательных музыкантов для школьников и пионеров).
- Каринцев Н. Госсек (картины из жизни). — Музгиз, 1937. — (Жизнь замечательных музыкантов для школьников и пионеров).
- Каринцев Н. Н. М. Пржевальский: Жизнь и путешествия. — Москва: Учпедгиз, 1937. — 136 с. — (Библиотека по географии для учащихся средней школы).